# Acacia cowleana
Acacia cowleana é uma espécie de leguminosa do gênero Acacia, pertencente à família Fabaceae.